# Visual approach slope indicator

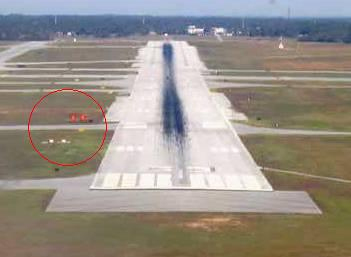
Een Visual Approach Slope Indicator, gezien vanuit een correcte aanvlieghoek.

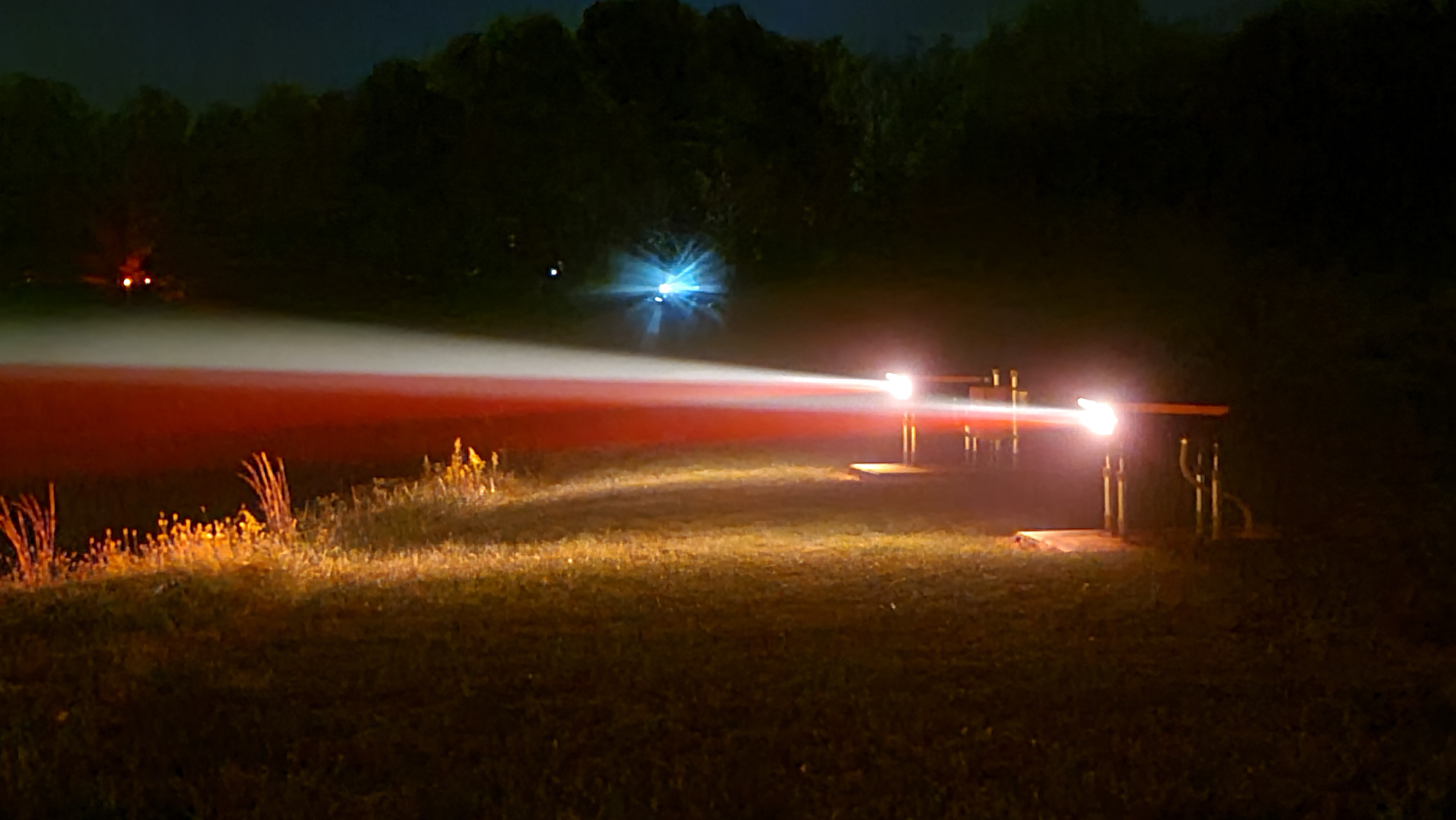
Bij deze VASI is goed te zien dat de rode lichtbundels net iets lager schijnen dan de witte.

Een Visual approach slope indicator (VASI) is een passieve landingsinstallatie bij een landingsbaan, bedoeld om op zicht de juiste daalhoek te bepalen. Zij bestaat uit twee sets rode en witte lichten met daarvoor fresnellenzen die links van de baan zijn geplaatst: de eerste bij het begin van de baan, de tweede ongeveer zeven meter verder. In beide sets schijnt de rode lichtbundel in een iets lagere hoek dan de witte.
De eerste set lichten aan het begin van de landingsbaan is zodanig afgesteld dat de piloot, als hij in de juiste hoek aanvliegt, de witte lichtstraal nog net kan zien, terwijl de rode lichten onzichtbaar zijn omdat die lichtstraal onder zijn positie door schijnt. De tweede set lichten, die iets verderop is opgesteld, werkt op een vergelijkbare manier, maar omdat de piloot zich daarvan iets verder weg bevindt, ziet hij van die set alleen de rode lichten, en schijnt de witte straal over hem heen.
De piloot kan dus zijn daalhoek bepalen aan de hand van de kleuren van de VASI: rood-wit is juist; als hij twee keer rood ziet vliegt hij te laag (Engels ezelsbruggetje: "Red over red, you'll soon be dead") en als hij twee keer wit ziet, zit hij te hoog ("White over white, you'll soon be out of sight."). Tijdens de nadering kan hij zich blijven oriënteren op de lichten, want de hoek die de VASI aangeeft naar het begin van de baan, het landingspunt, is onveranderlijk.